# Betacixius herbaceus
Betacixius herbaceus är en insektsart som beskrevs av Tsaur 1991. Betacixius herbaceus ingår i släktet Betacixius och familjen kilstritar. Inga underarter finns listade i Catalogue of Life.